# Älvalek
Älvalek är en målning från 1866 av den svenske konstnären August Malmström. Den föreställer en ringlande morgondimma med dansande älvor i ett månbelyst landskap. Målningen tillföll Nationalmuseum 1872 genom Karl XV:s testamente.
Genom reproduktioner i tidskrifter och som illustrationer till dikter fick målningen stor spridning. Tillsammans med Nils Blommérs målning Ängsälvor från 1850 har den haft avgörande inverkan på senare konstnärers skildringar av älvor.